# Asamer Baustoffe
Die Asamer Baustoffe AG Gruppe (ABAG-Gruppe) ist ein Unternehmen für Roh- und Baustofflösungen mit den Geschäftsfeldern Stein, Kies, Beton, Zement und Recycling.

## Gruppen-Struktur
Zur ABAG-Gruppe zählen per 2016 22 Unternehmen mit insgesamt 800 Mitarbeitern in den Kernländern Österreich, Slowakei und Bosnien sowie den angrenzenden Märkten. Die operative Führungsgesellschaft ist die 2014 gegründete Asamer Baustoffe AG (ABAG) – sie ist eine konzernführende Managementgesellschaft mit 25 Mitarbeitern, die auch Shared-Service-Leistungen für ihre Töchter ausübt.

## Geschichte

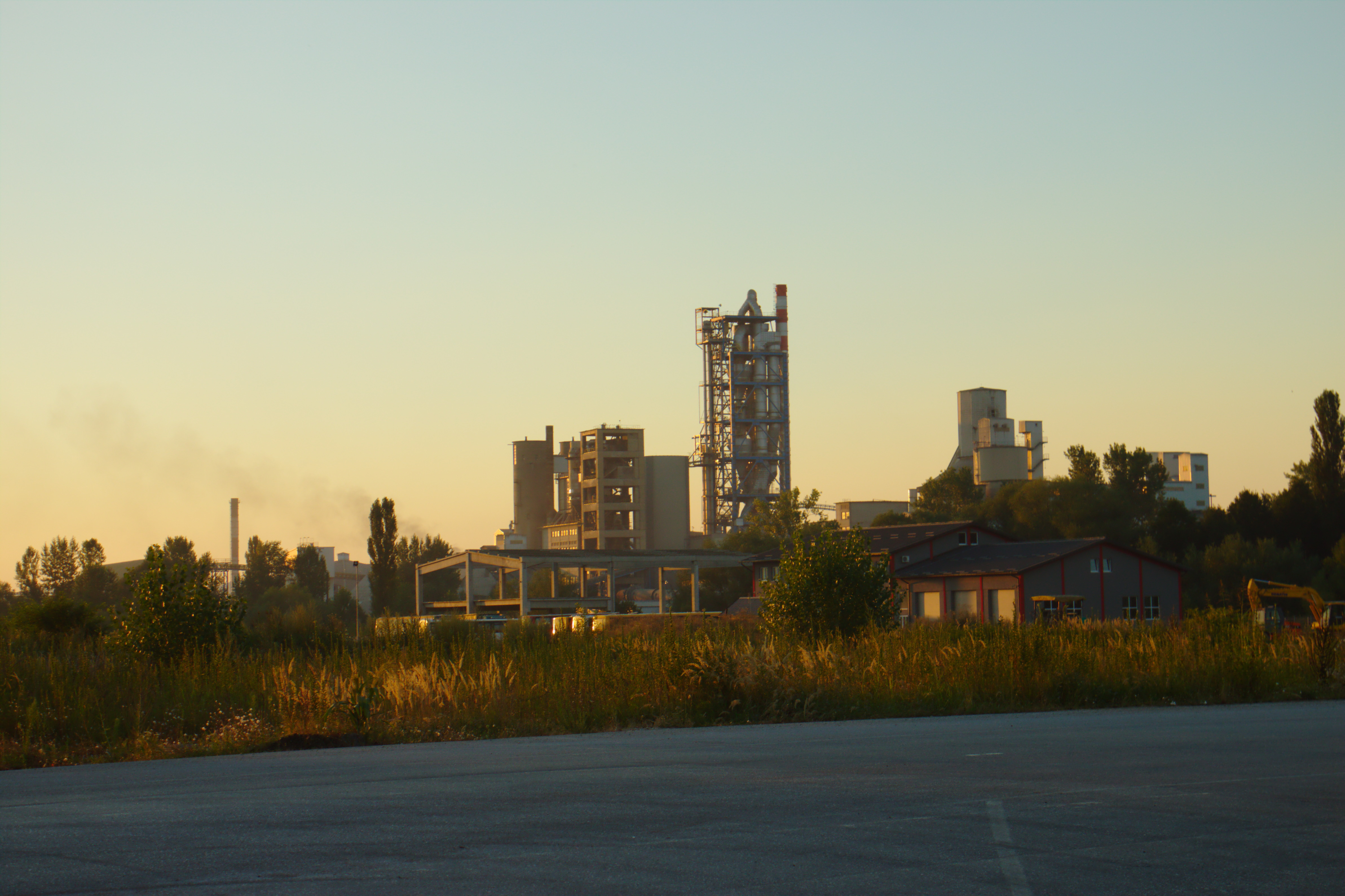
Ein Zementwerk der ABAG-Gruppe in Lukavac, Bosnien und Herzegowina

Das Unternehmen Asamer wurde 1960 von Johann Asamer – von 1973 bis 1982 Bürgermeister von Ohlsdorf – als Transportfirma gegründet, kurz darauf kaufte er eine Kiesgrube und ein Betonwerk. 2006 war das Unternehmen in den Bereichen Kies, Stein, Beton, Zement, Fertigteile, Abfallwirtschaft und Tourismus tätig und hatte Niederlassungen in elf Staaten. In Österreich besaß die Firma zu diesem Zeitpunkt 15 Kiesgruben, international mehr als dreißig. Das Unternehmen bestand aus 97 Betrieben. Im Jahr 2000 sorgte eine Aussage von Johann Asamer gegenüber der Zeitschrift Profil im Zusammenhang mit den in diesem Jahr begonnenen Verhandlungen zur Entschädigung von Zwangsarbeitern für öffentliche Empörung. Asamer meinte in einem Interview: „Die Juden treiben's noch so weit, bis sie wieder eine auf den Deckel kriegen.“ Auch kündigte er an, er werde „sicher nichts“ in den Zwangsarbeiterfonds einzahlen. Dies widerrief er aufgrund des öffentlichen Aufsehens später und entschuldigte sich für die „unbedachte, falsche und verletzende Erklärung“, er habe nicht seine Meinung wiedergegeben, „sondern das, was man in vielen arabischen Ländern“ sage. Asamer kündigte auch an, aus dem Wirtschaftsbund auszutreten,  um seine „Gesinnungsgemeinschaft“ nicht zu belasten.
Die ABAG-Gruppe entstand 2014 durch den Erwerb wesentlicher Beteiligungen des profitablen Kerngeschäfts der ehemaligen Asamer Holding AG (heute: QuadraCir AG). Die ABAG-Gruppe setzt die Marktstellung des Asamer-Konzerns bei der Gewinnung natürlicher Ressourcen und der Produktion der Baustoffe nahtlos fort. Der Sitz der Gesellschaft ist in der Gemeinde Ohlsdorf im Traunviertel/Oberösterreich.
Die ABAG-Gruppe erstellte erstmals für 2014 einen Konzernabschluss, in den insgesamt 12 Gesellschaften einbezogen wurden. Der Konzernumsatz 2014 betrug 165,9 Millionen Euro. Das Ergebnis vor Steuern, Zinsen, Abschreibungen (EBITDA) 28,2 Millionen Euro.
Rund 95 % des Konzernumsatzes entfallen auf die vier Hauptgesellschaften ASAMER Kies- und Betonwerke GmbH (AKB), Transportbeton Gesellschaft m.b.H. & Co. KG (TB), CEMMAC a.s. und Fabrika Cementa Lukavac d.d. (FCL).

## Geschäftsbereiche

### Stein
Sieben Steinbrüche in Österreich, der Slowakei und Bosnien-Herzegowina dienen der Gewinnung der Rohstoffe. Diese werden einerseits in Zementwerken der ABAG-Gruppe verarbeitet und finden andererseits bei der Beton- und Asphalterzeugung Verwendung.

### Kies
Acht Kieswerke in Oberösterreich und der Steiermark liefern Rohstoffe für die regionalen Betonwerke der ABAG-Gruppe sowie Kunden in der Bauindustrie.

### Beton
20 Betonwerke (stationär und mobil)

### Zement
Mit CEMMAC a.s. in der Slowakei und Fabrika Cementa Lukavac d.d. (FCL) in Bosnien betreibt die ABAG-Gruppe zwei Zementwerke in Zentral- und Süd-Ost-Europa.